# Eclissi solare del 15 gennaio 2010
L'eclissi solare del 15 gennaio 2010 è un evento astronomico che ha avuto luogo il suddetto giorno attorno alle ore 7:07 UTC.